# Szymon Czechowicz

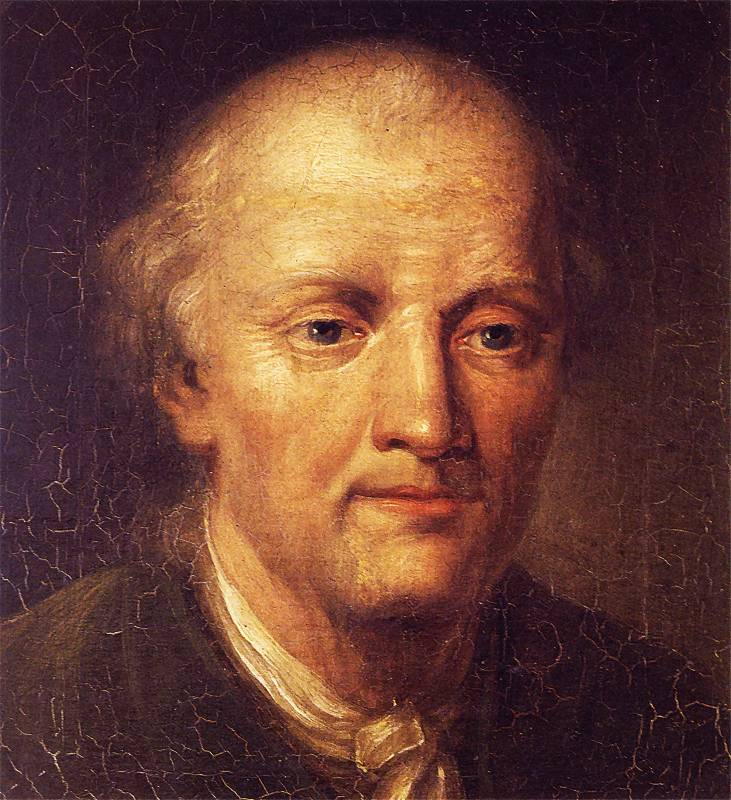
Szymon Czechowicz, Selbstporträt.

Szymon Czechowicz (* vor 22. Juli 1689 in Krakau; † 21. Juli 1775 in Warschau) war ein polnischer Maler des Rokoko.

## Leben
Czechowicz stammte aus einer Goldschmiede-Familie. Dank Unterstützung von Franciszek Maksymilian Ossoliński konnte er ab 1711 Malerei an der Akademie Saint Luka in Rom studieren. 1731 kehrte er nach Polen zurück. Czechowicz malte hauptsächlich religiöse Bilder und Porträts (u. a. der Ossoliński-Familie, Jan Fryderyk Sapieha, Jan Klemens Branicki und Wacław Rzewuski).

## Galerie

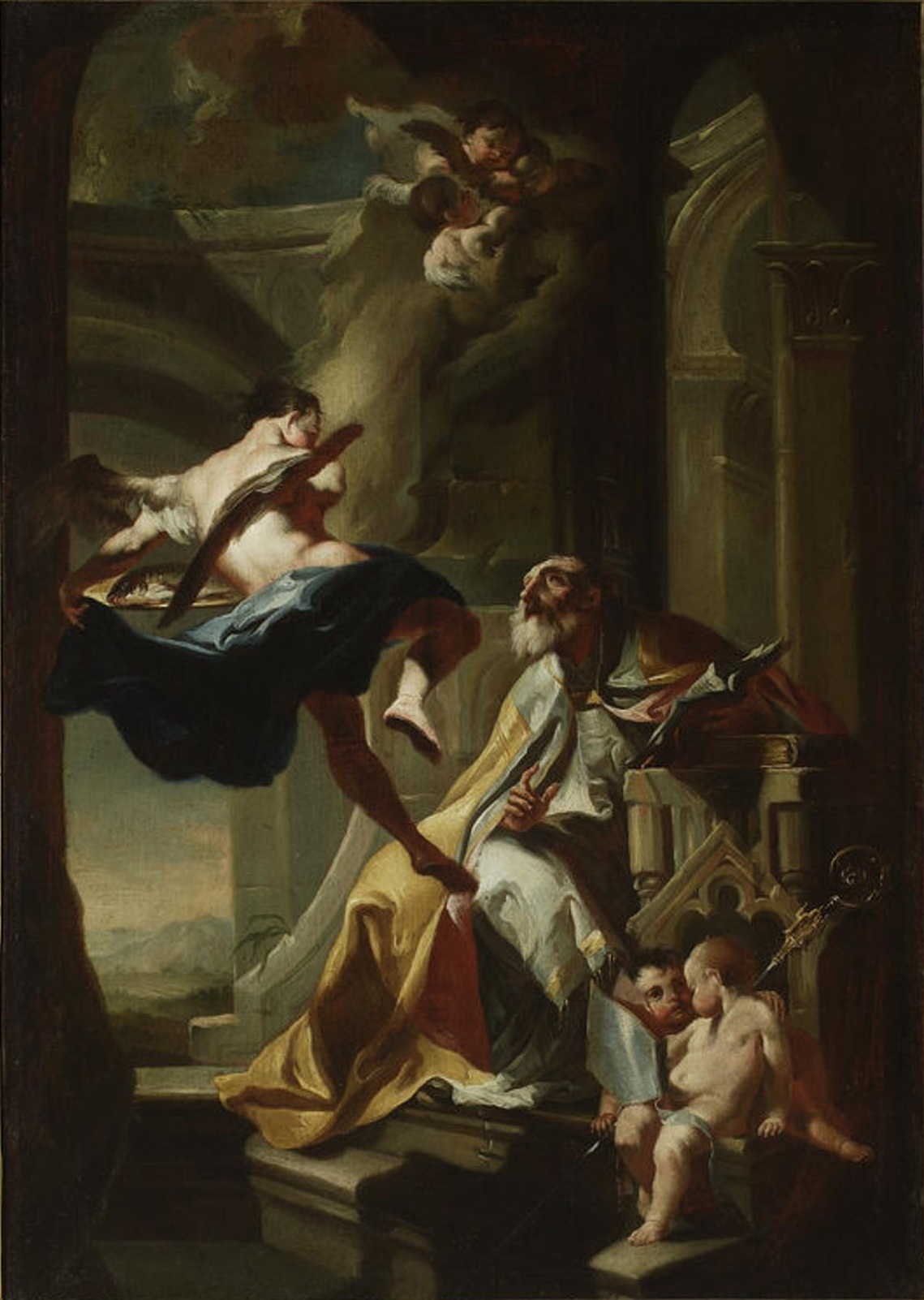
Das Wunder von St. Ulrich (ca. 1740)
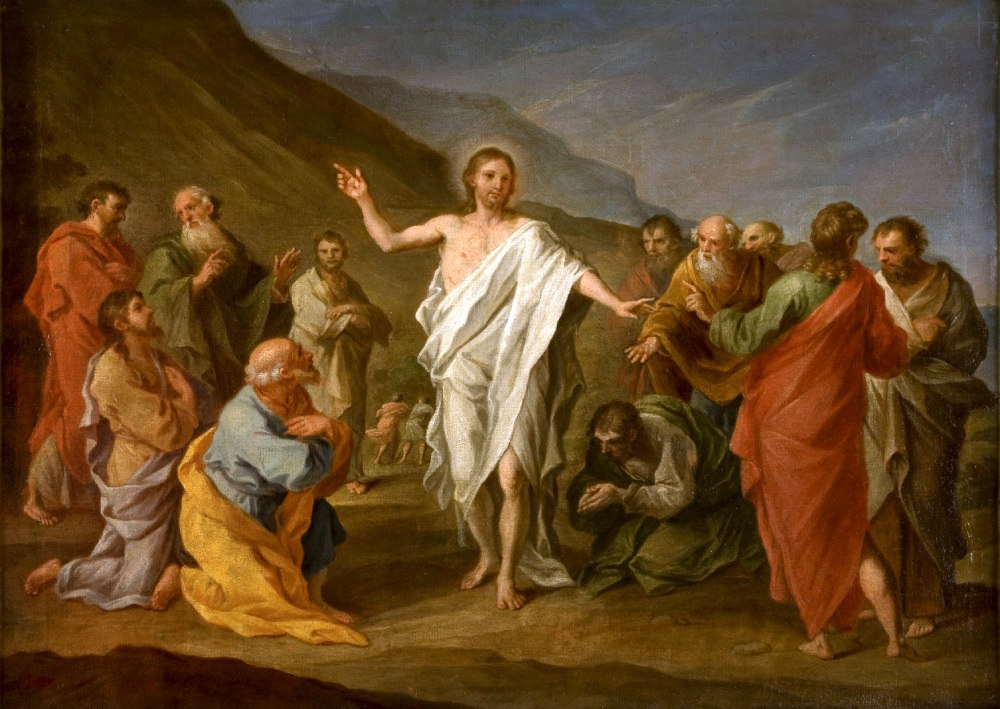
Die Auferstehung (1758)
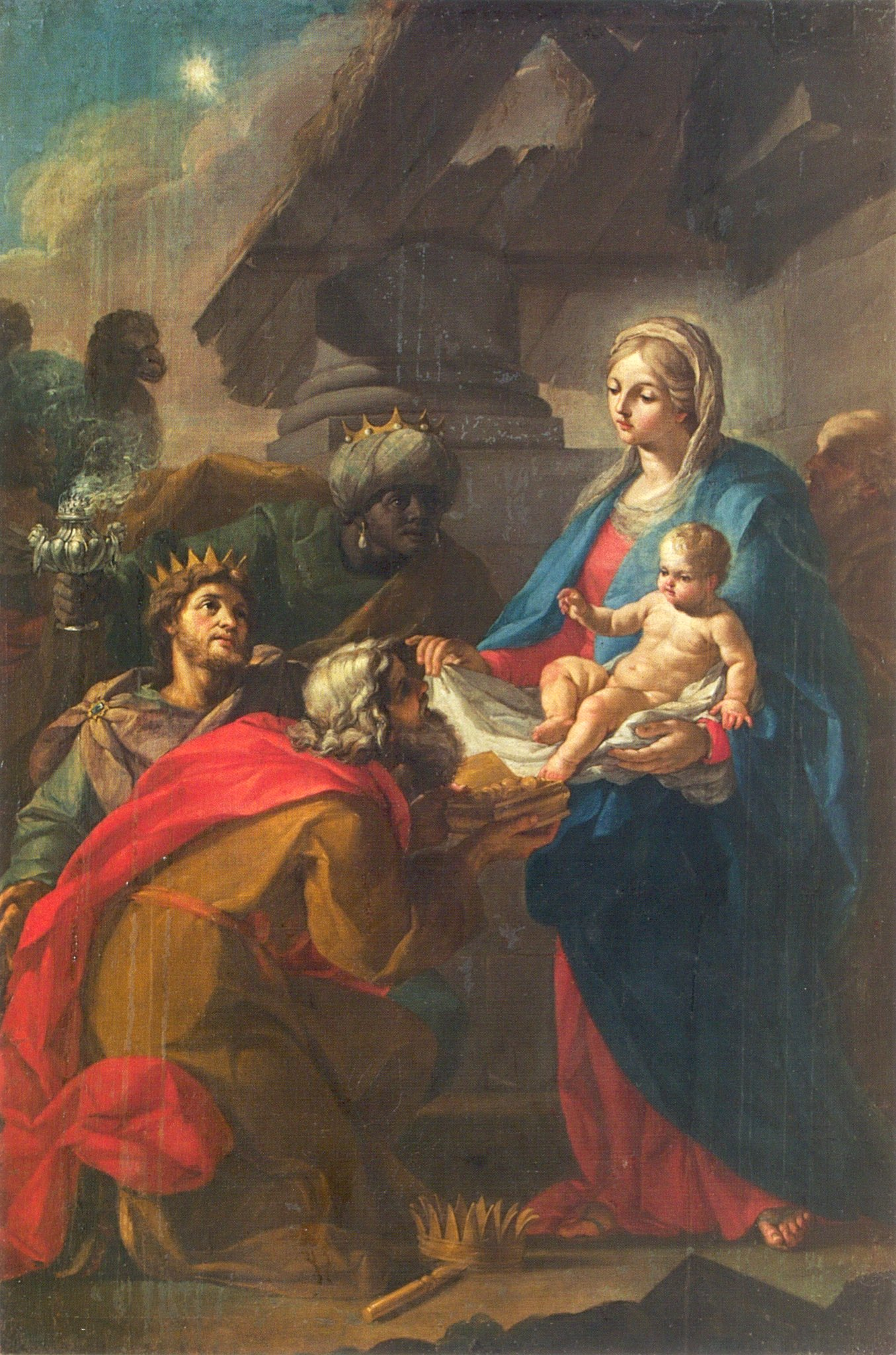
Die Anbetung der Könige